# Kellerviertel Heiligenbrunn

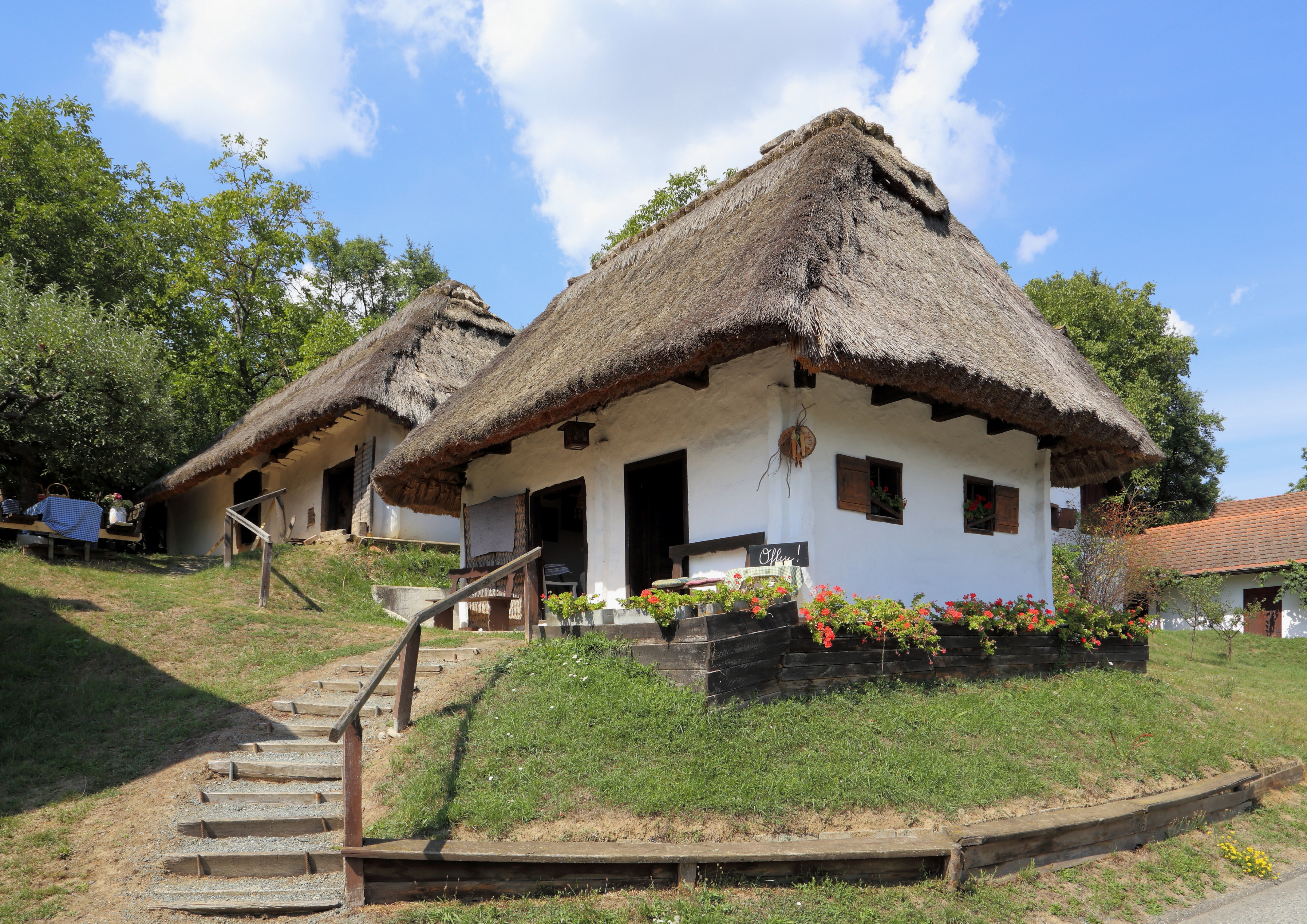
Zwei strohgedeckte Keller in der Kellergasse

Das Kellerviertel Heiligenbrunn liegt im gleichnamigen Ortsteil der Gemeinde Heiligenbrunn (ungarisch Szentkút, kroatisch Šenkut) im Bezirk Güssing im Burgenland. Von seinen ca. 140 Kellergebäuden, die als Weinkeller oder Presshäuser genutzt werden, stehen 107 Holzblockbauten aus dem 18. und 19. Jahrhundert unter Denkmalschutz. Das Gesamtensemble gehört zum Naturpark in der Weinidylle und ist ein nach der Haager Konvention geschütztes Kulturgut.

## Lage und Beschreibung
Die weitläufige Anlage erstreckt sich über zwei voneinander getrennt liegende Rieden in der Hügelkette am Westrand des Ortes. Diese zum Tal der Strem hin steil abfallenden Hänge stellen den Übergang vom Oststeirischen Hügelland in die Pannonische Tiefebene dar. Sie sind teils bewaldet und mit kleinflächig angelegten Weingärten mit verstreut liegenden Obstbäumen durchsetzt. Die Bauten stehen am Rand dieser Weingärten in den Rieden Stifterberg und Zeinerberg. Der Großteil liegt in einer ca. 500 m langen Kellergasse am Fuße des Stifterberges.

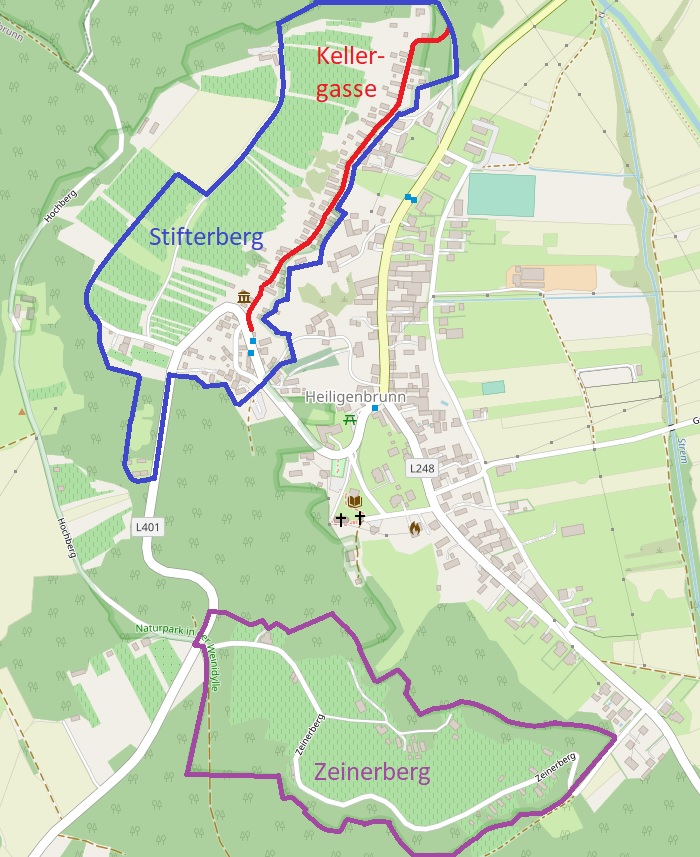
Karte mit den Teilbereichen des Kellerviertels: In Blau der Stifterberg mit der Kellergasse (in Rot), in Violett der Zeinerberg.

### Die beiden Rieden
Die Rieden des Stifterberges verlaufen in Nord-Süd-Richtung ca. 150–200 m oberhalb des nördlichen Teils der Ortschaft. Der Süden des Stifterberges wird durch die Großmürbischer Straße (L401) erschlossen. Gleichzeitig trennt sie ihn aber auch vom Nordteil mit der Kellergasse ab. Diese beginnt mit der Abzweigung des Güterweges Kellerviertel von der L401 und folgt den Abhängen des Berges bis zum Ortsende. Die bebauten Bereiche von Kellerviertel und Ortsgebiet gehen dabei fließend ineinander über. In der Kellergasse stehen 57 denkmalgeschützte Kellergebäude, im Bereich der L401 befinden sich 34. Deren Großteil gruppiert sich in einer langgezogenen 180-Grad-Kehre der Straße.

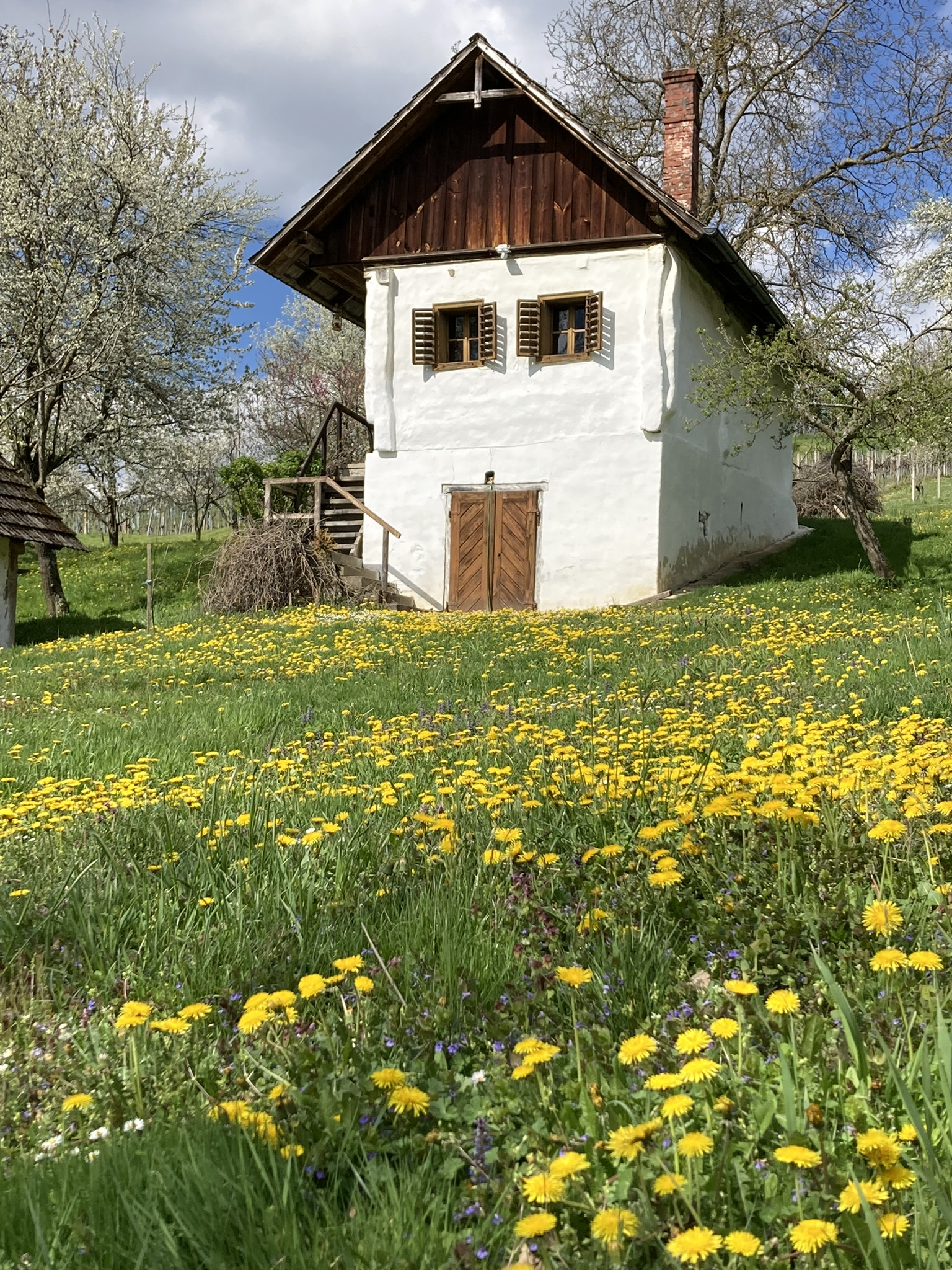
Ein Weinkeller am Fuße des Stifterbergs im Frühling

Die Rieden des Zeinerberges liegen etwa 70 m oberhalb des Südteils der Ortschaft, auf dem ca. 285 m hohen Zeinerberg. Dicht bewaldete Abhänge von ca. 50–150 m grenzen die Rieden vom Ortsgebiet auf einer Länge von etwa 400 m ab. Am relativ höchsten Punkt teilt sich der Güterweg Zeinerberg in einen oberen und unteren Teil. Der obere führt zu einem tiefer liegenden Plateau im Osten mit einigen Weinkellern, wovon 5 unter Denkmalschutz stehen. Der untere, südliche Teil verläuft entlang der Weingärten hinunter in den ca. 50 m tiefer liegenden Zeinergraben. Entlang der Strecke liegen weitere 9 historische Kellergebäude.

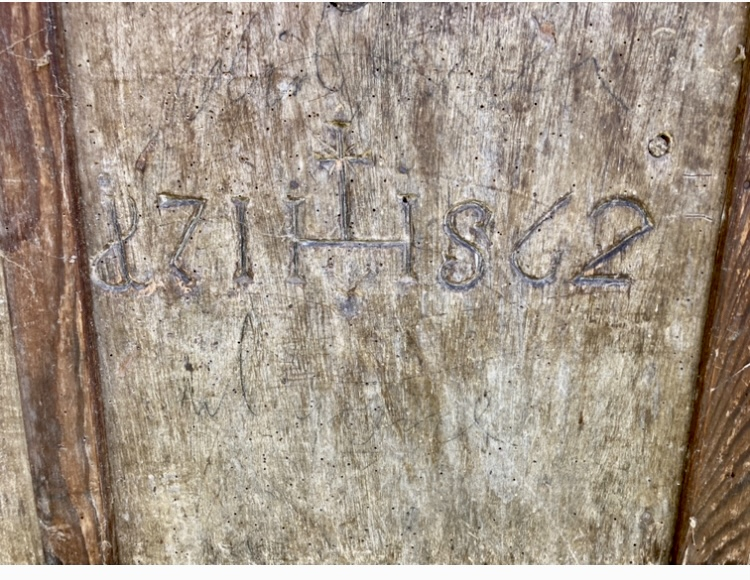
Jahreszahl 1762 und IHS als Inschrift auf einer Kellertür am Zeinerberg

### Baubeschreibung
Bei den Gebäuden handelt es sich um niedrige, auf gestampften Lehmböden errichtete, Holzblockbauten mit lehmverschmierten, weißgekalkten Wänden. Die Dachkonstruktionen sind teils mit Stroh gedeckt und kragen weit über die Fassade hinaus. Dadurch schützen sie die sogenannte Gredn, lehmgestampfte Fußwege rund um die Keller, vor Niederschlag. Die Fallriegeltüren der Bauten sind häufig aus Eiche gefertigt, altertümlich verzapft und verfügen teils über Schnitzereien mit Jahresbezeichnungen. Geöffnet werden können sie mit großen (oft ellenlangen) Schlüsseln, oder über eine neben den Türen vorhandene Öffnung, durch die man den innen liegenden Riegel der Tür erreichen kann.
Es gibt zwei unterschiedliche Bautypen im Viertel: Die Kellergebäude verfügen über einen rechtwinkligen Grundriss, haben gewalmte Satteldächer und sind zumeist zweiräumig. In den größeren, hinten gelegenen Räumen mit offener Decke sind große Weinpressen untergebracht. Die Räume davor sind mit Holzbalkendecke versehen und mit Sitzgruppe und Weinfässern ausgestattet. Die Speichergebäude hingegen haben größtenteils quadratische Grundrisse und verfügen über ein Zeltdach.
Die einzelnen Keller befinden sich vorwiegend in Privatbesitz, haben aber teils kuriose Besitzverhältnisse. Es kann vorkommen, dass sich mehrere Besitzer ein Gebäude teilen, oder dass Keller ganz oder teilweise auf dem Grundstück Anderer stehen. Genutzt werden die Gebäude größtenteils noch gemäß ihrer ursprünglichen Funktion. Lediglich die Intensität der Nutzung hat in den letzten Jahrzehnten, bedingt durch wirtschaftlichen Strukturwandel, stark nachgelassen.

## Geschichte
Über die Geschichte des Viertels weiß man bisher relativ wenig. Lediglich die Entstehungszeit der Bauten im 18. und 19. Jahrhundert ist bekannt. Visuelle Anhaltspunkte hierfür sind unter anderem die oftmals an Wänden und Türen der Gebäude angebrachten Jahresbezeichnungen. Ebenfalls bekannt ist natürlich die Nutzung der Bauten, da sich diese bis heute kaum verändert hat.

Ab 1963 begann man mit der Erhaltung des Viertels, 1969 wurde es unter Landschaftsschutz gestellt. In den Jahren 1983 bis 1986 wurden 108 der Gebäude unter Denkmalschutz gestellt. 2001 wurden zwei Strohkeller aus dem 18. Jahrhundert saniert und zu frei zugänglichen Schaukellern umgestaltet. Sie stehen heute im Eigentum des Weinbau- und Kellerverein. Dieser setzt sich für den baulichen Erhalt, die Wissens- und Geschichtsvermittlung rund um Kellerviertel und Uhudler, und Förderung des lokalen Tourismus ein.

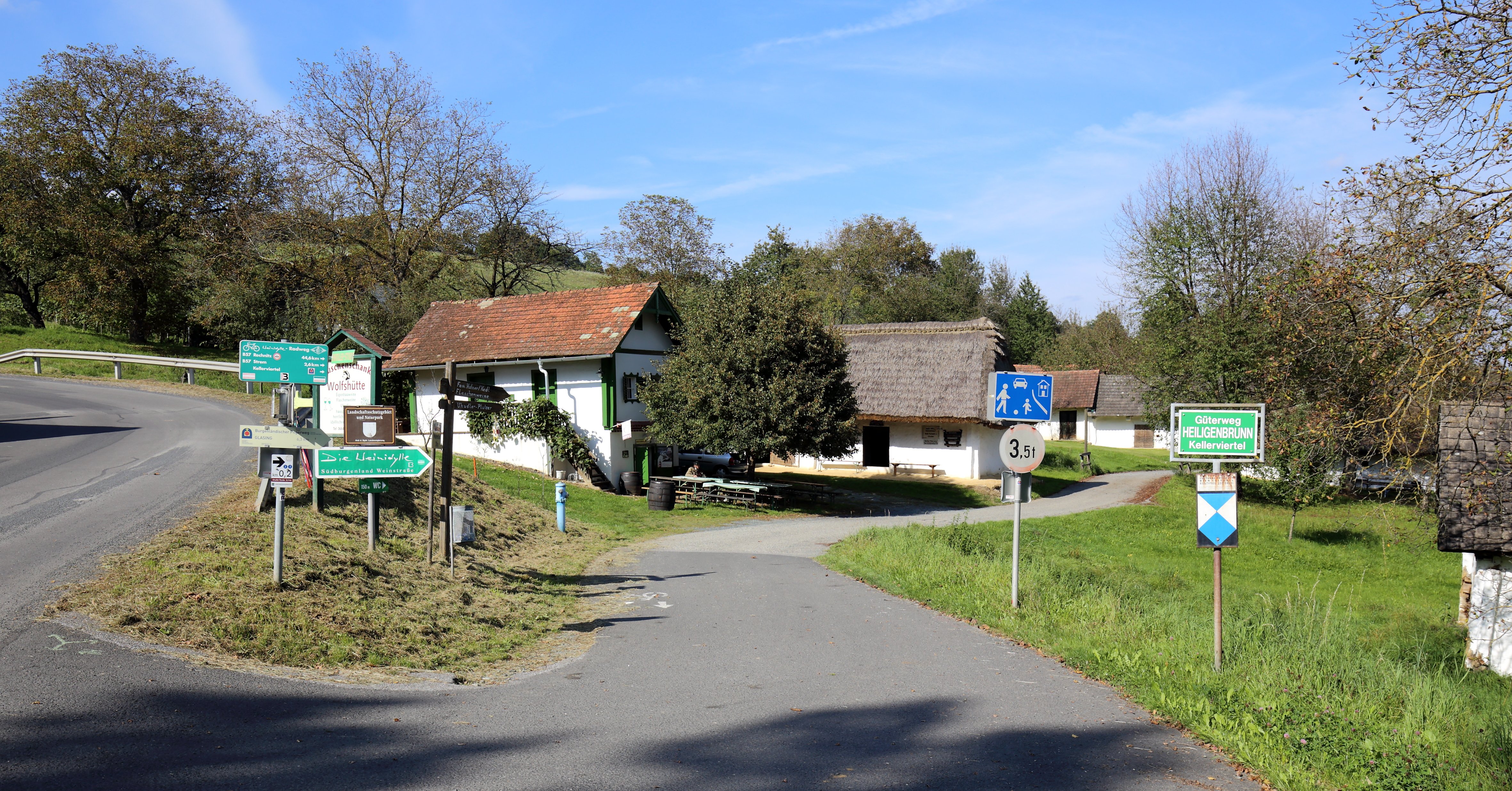
Güterweg Kellerviertel im Jahr 2014 mit den damals noch vorhandenen Tafeln Landschaftsschutzgebiet, Naturpark und Geschütztes Kulturgut

Seit Mai 2022 wird das Kellerviertel im Zuge einer Forschungsarbeit bauhistorisch und bautechnisch untersucht. Beteiligt daran sind TU Wien, BOKU Wien und Privatunternehmen aus dem Bereich der Denkmalpflege. Finanziert wird das Projekt von Bundesdenkmalamt und Gemeinde, geleitet vom Vorstand der Österreichischen Akademie der Wissenschaften. Die Ergebnisse sollen im Jahr 2023 publiziert werden.

## Veranstaltungen
Die Kellergasse des Kellerviertels Heiligenbrunn ist Austragungsort mehrerer Veranstaltungen, die zwischen Ostern und Weihnachten abgehalten werden. Die bekanntesten sind das sogenannte Uhudlersturmfest, das während der Weinlesezeit im September stattfindet, und ein Anfang Dezember abgehaltener Christkindlmarkt mit dem Namen Advent in der Kellergasse Heiligenbrunn.

## Sonstiges
- Bei der jährlich ausgestrahlten Fernsehsendung 9 Plätze – 9 Schätze des ORF wurde das Kellerviertel im Jahr 2014 per Televoting zum Schönsten Platz des Burgenlandes gewählt.[22]
- Im Jahr 2015 gab die Österreichische Post eine auf 300 Stück limitierte Sonderbriefmarke mit der Abbildung des Kellerviertels heraus. Die Marken hatten einen Nennwert von 0,62 Euro.[23]
- 2018 wurde neuerlich eine Sonderbriefmarke mit einer Zeichnung eines Weinkellers aus der Kellergasse herausgegeben. Diesmal zum Nennwert von 0,80 Euro.[24]

## Fotogalerie

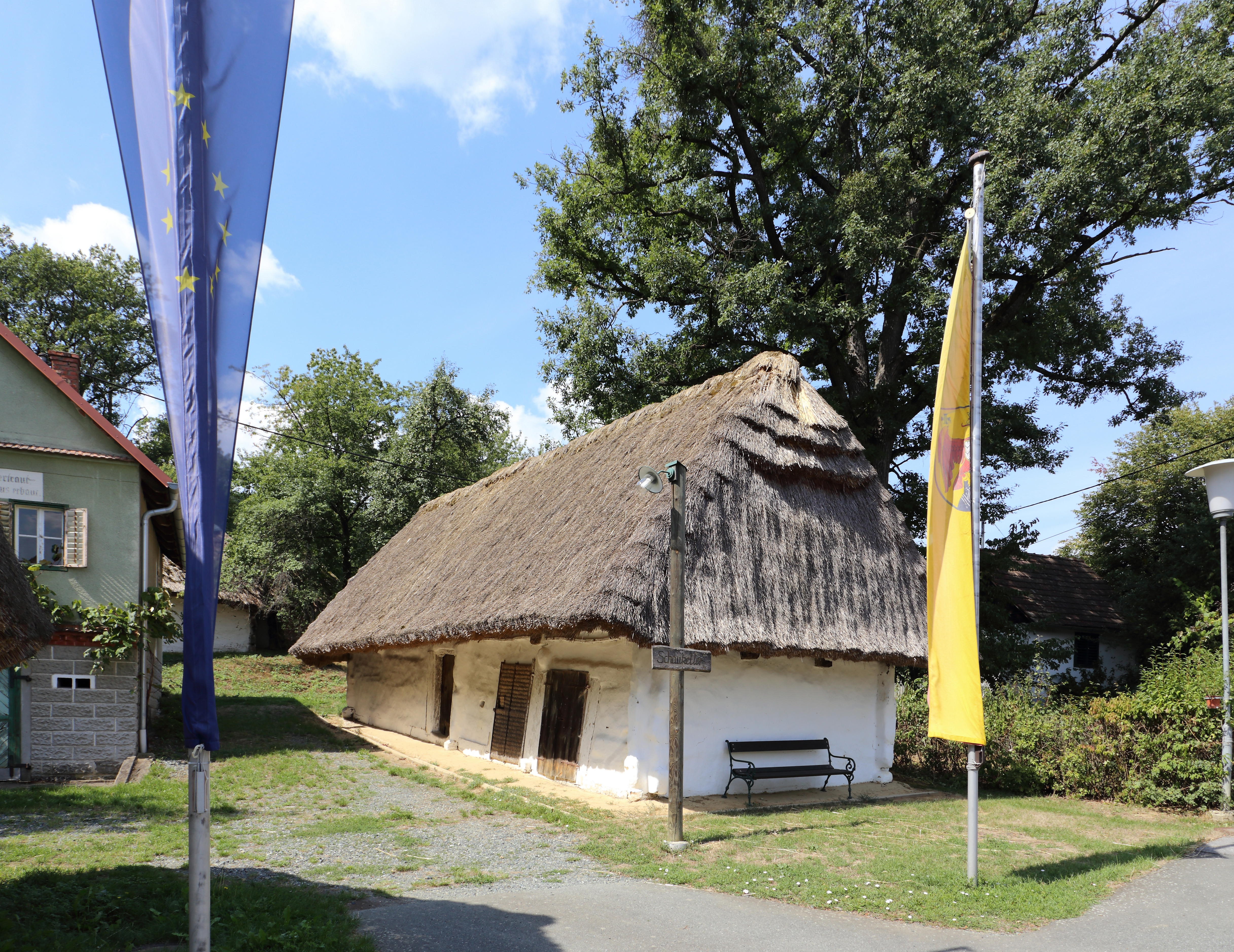
Offizielle Schaukeller nächst der Straße L401
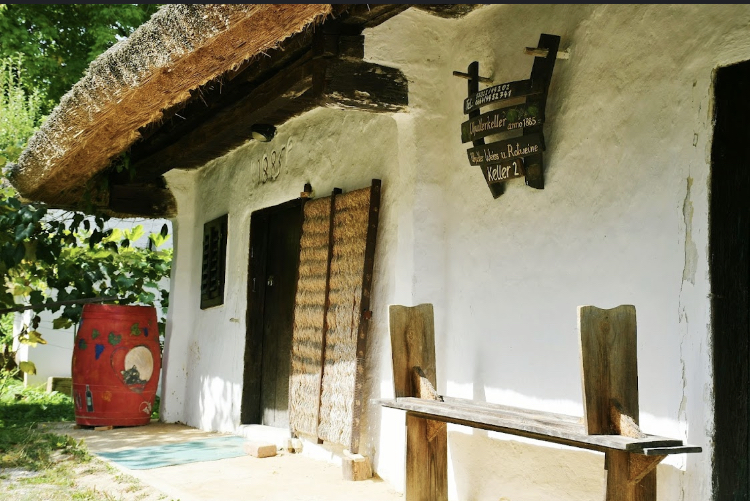
Lehmgredn eines Kellers in der Kellergasse
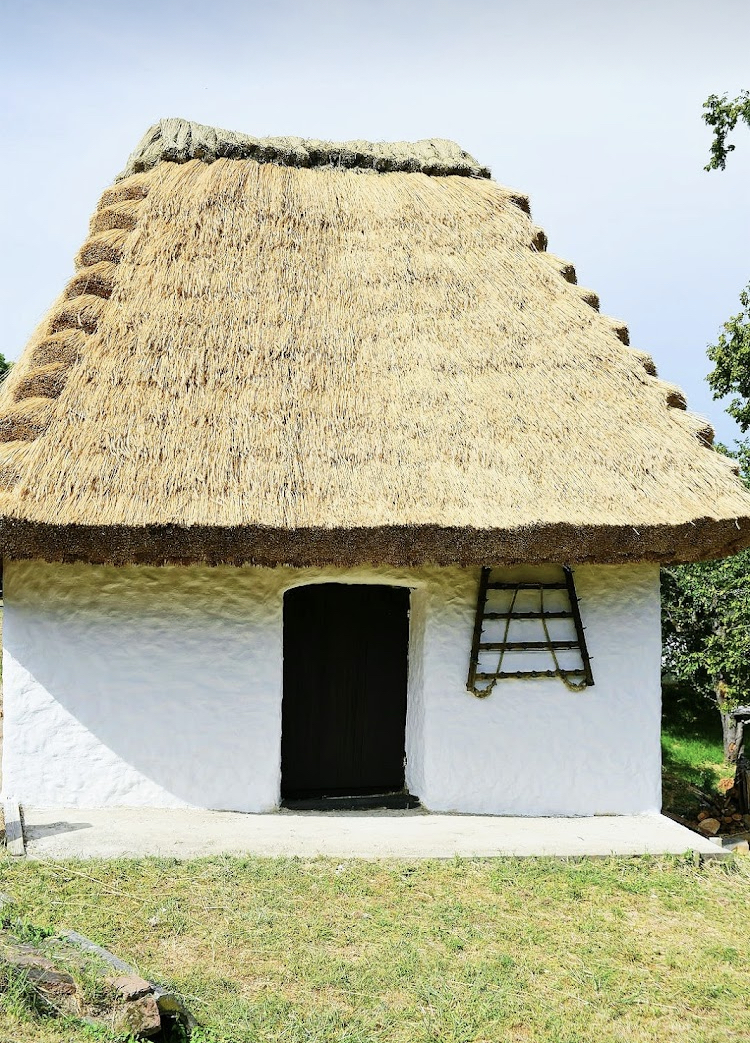
Neu gedeckter Keller mit Strohdach
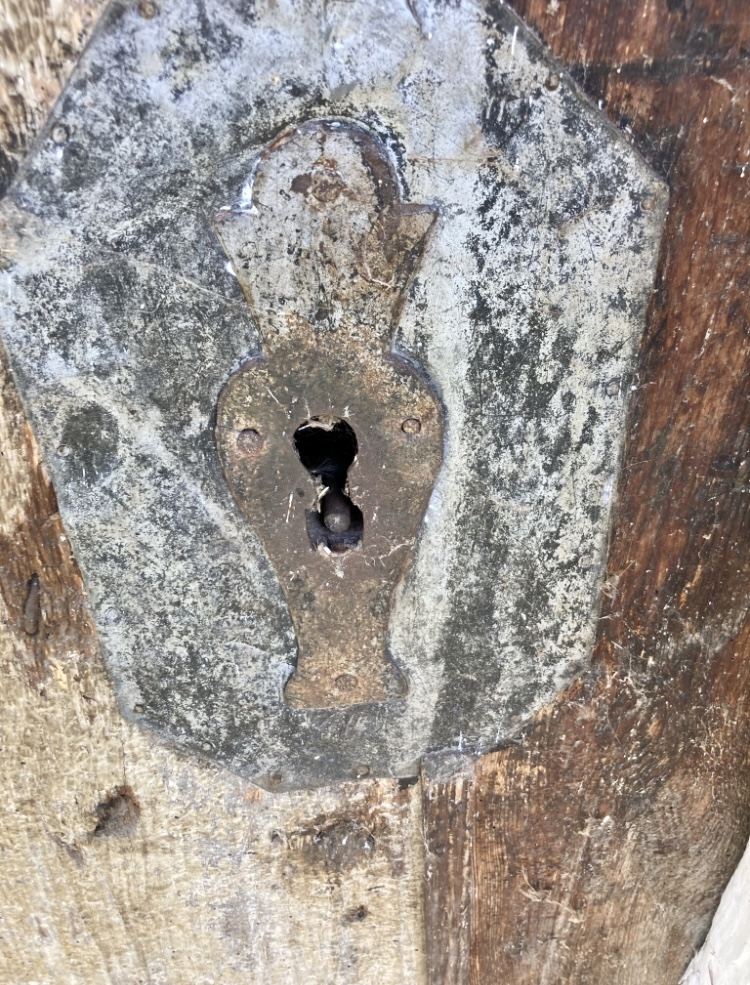
Schlüsselloch eines Kellers aus dem 18. Jahrhunderts
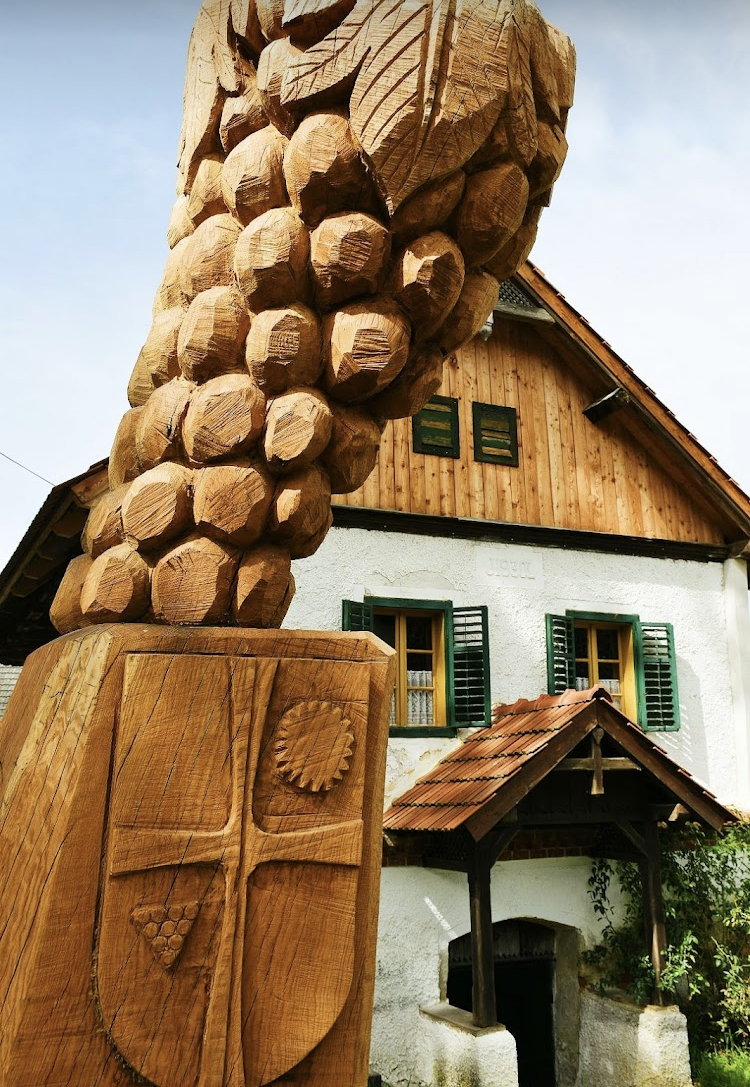
Größte Uhudlertraube Österreichs am Beginn des Kellerviertels